# Takeda

Mon van de Takeda-clan

Takeda (Japans: 武田氏, Takeda-shi) is een Japanse familienaam. De bekende Takeda-clan uit de Japanse Sengoku-periode had veel zijtakken.
- Takeda-clan (Aki), een familie uit de provincie Aki
- Takeda-clan (Wakasa)
- Takeda-clan (Kazusa)

## Personen
- Nana Takeda, figuurschaatsster.
- Sokaku Takeda, oprichter van de Daito-ryu aiki-jujutsu
- Takeda-no-miya, een voormalige cadetafdeling, oke, van de Japanse keizerlijke familie opgericht tijdens de Meijiperiode. Ze waren niet verwant aan de samoerai Takeda-clan.
- Takeda-clan, de familie van Takeda Shingen die een grote invloed had tijdens de Japanse Sengoku-periode.
  - Takeda Nobutora, vader van Shingen.
  - Takeda Shingen, een van de bekendste krijgsheren uit de geschiedenis van Japan.
  - Takeda Katsuyori, zoon en opvolger van Shingen.
  - Takeda Nobushige, jongere broer van Shingen die eigenlijk zijn vader op zou volgen. Hij schreef onder andere de Kyujukyu Kakun, een set van 99 regels voor leden van de Takeda.
  - Takeda Nobukado, broer van Shingen.
  - Takeda Yoshinobu, zoon van Shingen.

## Fictie
- Masashi Takeda, van My-Hime
- Takashi Takeda, van Yotsuba&!

## Bedrijven
- Takeda Pharmaceutical Company, het grootste farmaceutische bedrijf van Japan